# 万国規格統一協会
万国規格統一協会（ばんこくきかくとういつきょうかい、International Federation of the National
Standardizing Association　または　International Standardizing Association）は、事実上1926年に、正式には1928年に発足し、合理化カルテルを推進しようとしたが第二次世界大戦のため1942年に活動を停止した非政府組織である。
ニューヨークで設立されたが、事務局はスイスにおかれていた。定款に書かれた目的を二つだけ掲げる。
1. 国際標準だけは営利と切り離したコンセンサスと平等選挙制により形成されるべきであるという理解のもと、国際標準の究極的な権威を各国の産業標準に根付かせる[1]。
2. 各国における標準化活動の情報交換にシンプルかつシステマティックな方法を提供することで、標準化に対する国際理解が得られるような手広い活動を展開する[2]。会長はスイスのC. Hoenig であった。発足時の役員は次のとおり。ベルギーのG. L. Gérard; ドイツのe. h. W. Hellmich; フランスは後に代表選出; オランダのB. M. Gratama; スウェーデンのEnström; チェコスロバキアのV. List であった。総書記はチューリッヒのA. Huber-Ruf であった。[3]

経済産業省の記録によると、日本は工業品規格統一調査会（1921年設立）が1929年に加盟している。ISAでは、ねじ、ボルト・ナット、標準数、公差など10の分野で活動が行われた。
1944年に連合国規格調整委員会UNSCCがロンドンで設立され、2年後に活動停止していた万国規格統一協会と合流し国際標準化機構となった。1947年ISO 設立当初の技術委員TC（技術委員会）は67人であったが、およそ2/3はISA 出身であった。